# Antonio Ibáñez Freire
 (mai 2016).
Si vous disposez d'ouvrages ou d'articles de référence ou si vous connaissez des sites web de qualité traitant du thème abordé ici, merci de compléter l'article en donnant les références utiles à sa vérifiabilité et en les liant à la section « Notes et références ».
Antonio Ibáñez Freire, né le 25 septembre 1913 à Vitoria et mort le 9 mai 2003 à Madrid, est un militaire et homme politique espagnol.

## Biographie
Après être passé par l'Académie militaire de Saragosse, Antonio Ibáñez Freire est nommé lieutenant d'infanterie et participe activement à la Guerre civile espagnole aux côtés des nationalistes (franquistes) soulevés contre la République. Par la suite, il fut membre de la Division Azul et, de ce fait, prit part à la Seconde Guerre mondiale, ce qui lui valut de recevoir la croix de fer de l'Allemagne nazie.
En 1978, il est promu au grade de lieutenant général et devient capitaine général de la IVe Région militaire (capitaine général de Catalogne).

## Activité politique
Elle débute en 1958, quand Antonio Ibáñez Freire est nommé membre (procurador) des Cortes franquistes en tant que conseiller national pour la province d'Alava. Il conserve son siège jusqu'en 1971. Parallèlement et à partir de 1960, il devient gouverneur civil, tout d'abord de la province de Santander, puis de Biscaye (1961) et enfin de Barcelone (1963).
Il fut ensuite délégué du gouvernement sur le canal d'Isabelle II puis sous-secrétaire du ministère du Travail. Le 6 avril 1979, il est nommé ministre de l'Intérieur dans le second gouvernement d'Adolfo Suárez, qu'il quitte le 3 mai 1980.

## Distinctions
- Grand-croix de l'ordre d'Isabelle la Catholique